# António Campos (Regisseur, 1922)
António Pereira Campos (* 29. Mai 1922 in Leiria; † 8. März 1999 in Figueira da Foz) war ein portugiesischer Regisseur.

## Leben
Am Amateurtheater Grupo Dramático Joaquim Leitão in seiner Heimatstadt Leiria begann er, Theater zu spielen. Er begann auch Filme auf 8-mm-Film zu drehen. Sein erster dokumentierter Film ist O Rio Liz von 1957, ein Porträt des Flusses Lis. Dem Dokumentarfilm galt fortan sein Hauptaugenmerk als Regisseur.
Mit einem Stipendium der Gulbenkian-Stiftung absolvierte er 1961 Lehrgänge in London. Er war von 1970 bis 77 Angestellter der Stiftung, für die er in der Zeit auch verschiedene Dokumentarfilme erstellte. Er gehörte zu den Mitbegründern des Novo Cinemas und galt dabei als Erneuerer des portugiesischen Dokumentarfilms. 1978 drehte er mit Histórias Selvagens („Wilde Geschichten“) seinen ersten Spielfilm, der jedoch nicht auf kommerzieller Basis in die Kinos kam.
Anfang der 1990er Jahre boten sich Campos erstmals größere Produktionsmöglichkeiten, und er drehte 1992 mit Terra Fria („Kaltes Land“) seinen einzigen Spielfilm, der auf kommerzieller Basis in die Kinos kam. Er hatte am 1. Dezember 1995 Premiere und erreichte keinen wirtschaftlichen Erfolg.
In den 1990er Jahren erfuhr Campos verschiedene Ehrungen, auch international. So wurden beim Festival von La Rochelle 1994 zehn seiner Filme gezeigt. Im Rahmen des Lumière-Projektes des europäischen MEDIA-Programms wurden die 8-mm-Frühwerke Campos’ restauriert und sind heute als 35-mm-Kopien im ANIM-Zentrum des Portugiesischen Filmmuseums, der Cinemateca Portuguesa, archiviert. Er gilt heute als Erneuerer des portugiesischen Dokumentarfilms und als Begründer eines ethnografischen Films im Land.
1999 starb Campos im Seebad Figueira da Foz. Zu seinem zehnten Todestag wurde im Festivalkino Cinema São Jorge eine Retrospektive seines Werkes gezeigt, die seinen Stellenwert als Dokumentarfilmer unterstrich.

## Filmografie
| - 1957: O Rio Liz (Doku.) - 1958: Um Tesouro (Kurzfilm/Doku.) - 1959: O Senhor (Kurzfilm/Doku.) - 1961: A Almadraba Atuneira (Kurzfilm/Doku.) - 1962: Debussy (Kurzfilm/Doku.) - 1962: Colóquio do Comité Internacional dos Museus de Instrumentos Musicais (Kurzfilm/Doku.) - 1963: Arte Portuguesa Contemporânea em Leiria (Kurzfilm/Doku.) - 1964: La fille mal gardée (Kurzfilm) - 1964: Incêndio no Auditório Antigo da Fundação Calouste Gulbenkian (Kurzfilm/Doku.) - 1964: Arte Portuguesa Contemporânea em Évora (Kurzfilm/Doku.) - 1965: Retratos das Margens do Rio Liz (Kurzfilm/Doku.) - 1965: Ouros do Perú (Doku.) | - 1965: Cem Anos de Pintura Francesa (Doku.) - 1965: A Invenção do Amor (Kurzfilm) - 1967: Chagall (Kurzfilm/Doku.) - 1968: Colagem (Doku.) - 1970: Vilarinho das Furnas (Doku.) - 1973: Falamos de Rio de Onor (Doku.) - 1975: Gente da Praia de Vieira (Doku.) - 1975: A Festa (Doku.) - 1976: Ex-votos Portugueses (Doku.) - 1978: Histórias Selvagens - 1979: Ti Miséria - 1992: Terra Fria - 1993: A Tremonha de Cristal (Kurzfilm) |